# Poljus

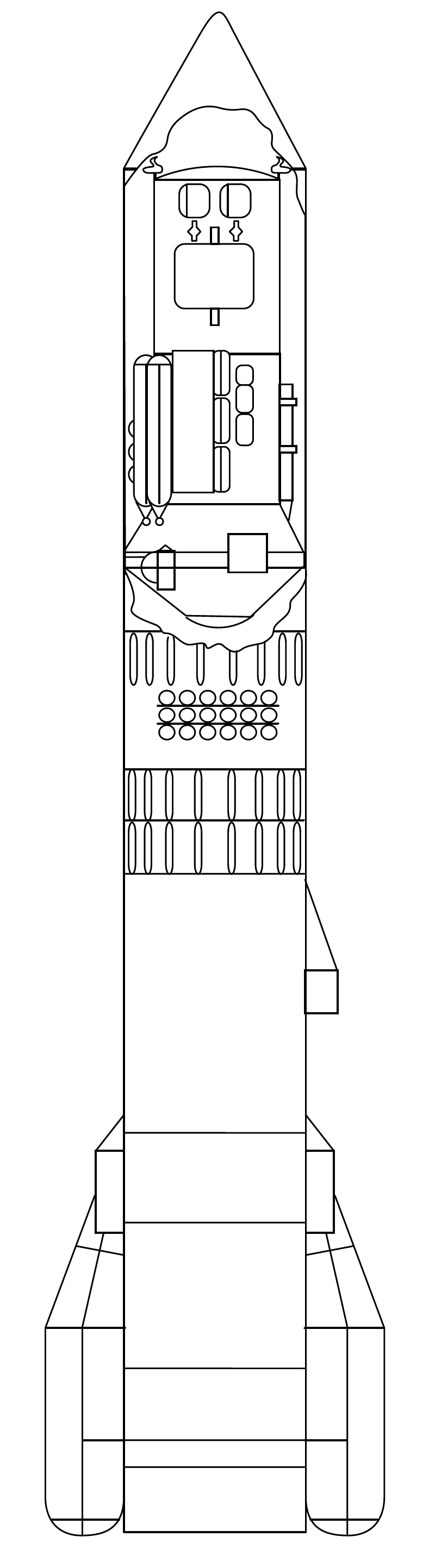
Schnittbild des Poljussatelliten mit integrierter TKS-6 unter Nutzlastverkleidung (oben)

Poljus oder auch Skif-DM (russisch Полюс für Pol bzw. Скиф-ДМ, DM steht für Демонстрационный Макетный; GRAU-Index 17F19DM) ist ein sowjetischer Technologieprototyp für Systeme der Raketenabwehr im Weltall, der am 15. Mai 1987 mit der schweren Energija-Rakete ins All gebracht werden sollte.

## Technik
Poljus war 36,9 m lang und 77 t schwer, hatte einen maximalen Durchmesser von 4,1 m und bestand aus zwei Blöcken: der Station selbst und dem FGB-Block (FGB: Abkürzung für russisch функционально-грузовой блок, deutsch Lager- und Funktionsmodul) eines TKS-Raumschiffes, der über Triebwerke und Navigationssysteme verfügte. Ein ähnlicher FGB-Block wird als Sarja-Modul auch bei der Internationalen Raumstation verwendet.
Die Nutzlast bestand aus verschiedenen Systemen, die bei operationellen Raketenabwehrsystemen Verwendung finden könnten, so z. B. ein System, mit dem Subsatelliten rückstoßfrei abgesetzt werden können. In der Endphase war vorgesehen, unter Bruch des Weltraumvertrages, ein Multiple-Orbital Bombardment System (MOBS), eine orbitale Waffenplattform mit u. a. Wiedereintrittskörpern mit nuklearen Gefechtsköpfen zu stationieren. Der Kampfsatellit soll mit umfangreichen Selbstschutzeinrichtungen, wie Weltraumminen, Geschütz und Blendlaser ausgestattet gewesen sein. Bei dem Prototyp sollten lediglich Zielobjekte im Orbit ausgestoßen werden und das Laser-Zielerfassungssystem darauf getestet werden.

## Start

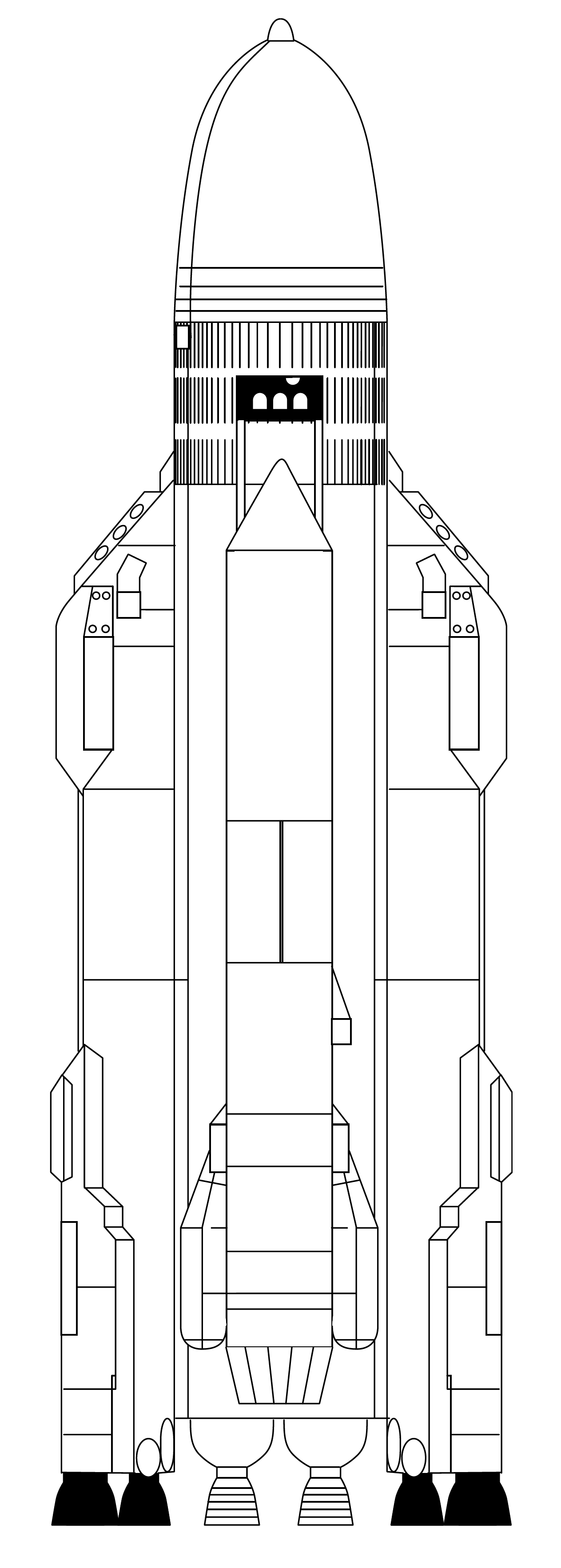
Energija mit Poljus

Da Poljus für eine konventionelle Trägerrakete zu schwer war, sollte er bei dem Erststart der zu der Zeit stärksten Rakete Energija mitfliegen. Da die Energija über keine Nutzlastverkleidung verfügte, wurde Poljus seitlich wie eine Raumfähre an die Rakete angebracht. Poljus war bis auf die große Aufschrift „Полюс“ (Poljus) komplett mit schwarzer Farbe bedeckt, da dies sein Temperaturregime verlangte. Außerdem befindet sich auf der Vorderseite von Poljus der Schriftzug „Мир-2“ (Mir-2). Dies diente wahrscheinlich Tarnzwecken, um die tatsächliche Natur der Nutzlast zu verdecken. Wegen technischer Besonderheiten musste Poljus mit den Triebwerken nach oben an der Rakete befestigt werden, so dass er sich nach dem Abtrennen von seiner Trägerrakete erst um 180 Grad drehen sollte, bevor er seine Triebwerke zum Erreichen der Umlaufbahn starten konnte. Durch einen Fehler stoppte die Drehung jedoch nicht wie geplant und Poljus drehte sich daraufhin weiter, so dass nach der Zündung der Triebwerke keine Orbitalgeschwindigkeit erreicht werden konnte und Poljus anschließend im Pazifik versank. Die damals von der sowjetischen Regierung veröffentlichten Fotos der Energija zeigten sie nur aus der Perspektive, aus der man die geheimnisvolle Nutzlast nicht sehen konnte. Erst in den 1990ern sind einzelne Fotos und Informationen über Poljus aufgetaucht.